# ムース (バンド)
ムース (Moose) はイギリス・ロンドン出身のロック・バンド。1990年にラッセル・イェーツ、K.J."ムース"・マキロップ、ジェレミー・ティッシュラー、ダミアン・ウォーバートンの4人で結成。ティッシュラーとウォーバートン脱退後、ラッセル・フォンとリンカーン・フォン、リチャード・トーマスが加入。1991年にHutレーベルから2枚のEPをリリースし、翌1992年にアルバム『...XYZ』でアルバムデビュー。1993年と1995年にPIASからアルバムをリリースした後、解散。1999年に再結成し、翌年にアルバム『High Ball Me!』を発表している。

## 作品

### アルバム
- ...XYZ （1992年）
- Honey Bee （1993年）
- Live a Little Love a Lot （1995年）
- High Ball Me! （2000年）

### シングル、EP
- "Jack" （1991年）
- Cool Breeze （1991年）
- Reprise （1991年）
- "Little Bird (Are You Happy in Your Cage)?" （1992年）
- Liquid Make-up （1993年）
- Uptown （1993年）
- Bang Bang （1994年）
- Baby It's Over （1999年）